# آرشي مونتغومري
آرشي مونتغومري (بالإنجليزية: Archie Montgomery)‏ (27 يناير 1873 في المملكة المتحدة - 5 يناير 1922) هو لاعب كرة قدم إسكتلندي (وحمل سابقاً جنسية المملكة المتحدة لبريطانيا العظمى وأيرلندا) في مركز حراسة المرمى. لعب مع مانشستر يونايتد ونادي بوري.